# Lago Tavatui
El lago Tavatui oTavatuy es un cuerpo de agua dulce ubicado en la región del Óblast de Sverdlovsk, Rusia. Varias comunidades rodean el lago y su ciudad principal más cercana es Ekaterimburgo. Es conocido por la alta calidad de sus aguas y con el paso del tiempo se ha convertido en una atracción turística muy popular, siendo mencionado en el portal de la Agencia Federal de Turismo de Rusia como "la perla de los Urales".

## Descripción

### Formación
La cuenca del lago fue formada por el movimiento gradual de la tectónica de placas y se encuentra encima de un grueso lecho de granito conocido como el macizo de Verh-Isetskiy. Las muestras de núcleo tomadas en el lecho del lago evidencian la fundación de granito del lago que se formó entre el Pleistoceno tardío y las primeras etapas del Plioceno. Está bordeado por varias colinas altas y algunas secciones de su orilla están intercaladas con afloramientos de granito. Aunque es geográficamente antiguo, el cuerpo de agua del lago es relativamente joven, ya que se formó por el retroceso de los glaciares hace 10 o 20 mil años. El retroceso de los glaciares también dejó un rico lecho sedimentario de arcilla en el lago, y este sedimento se ha utilizado para estudiar el estado del antiguo entorno de la era holocena.

### Características
El lago Tavatui tiene una forma alargada que se extiende de norte a sur, con una superficie total de unos 21 kilómetros cuadrados, 30 pies de profundidad y varias islas en su interior. Es reconocido por la alta calidad y claridad de sus aguas, siendo incluso visible su lecho desde la superficie en algunas condiciones. Es más cálido durante los primeros meses de verano, se enfría durante los últimos meses de dicha estación hasta el otoño de los Urales y se congela entre octubre y mayo.
La actividad humana en el lago Tavatui probablemente comenzó en la era del Holoceno, poco después de que los glaciares comenzaran a ceder. Según algunas fuentes, el nombre del cuerpo de agua probablemente deriva de varias palabras de la lengua tártara, tau (que significa montaña) y tui (que significa festín).